# Southampton Football Club 2023-2024
Questa voce raccoglie le informazioni riguardanti il Southampton Football Club nelle competizioni ufficiali della stagione 2023-2024.

## Maglie e sponsor
| Casa | Trasferta | Terza divisa |

Sponsor ufficiale: Sportsbets.io
Fornitore tecnico: Hummel

## Organico

### Rosa 2023-2024
| N. |                        | Ruolo | Calciatore                 |
| -- | ---------------------- | ----- | -------------------------- |
| 1  | Inghilterra (bandiera) | P     | Alex McCarthy              |
| 2  | Inghilterra (bandiera) | D     | Kyle Walker-Peters         |
| 3  | Irlanda (bandiera)     | D     | Ryan Manning               |
| 4  | Inghilterra (bandiera) | C     | Flynn Downes               |
| 5  | Inghilterra (bandiera) | D     | Jack Stephens (calciatore) |
| 7  | Nigeria (bandiera)     | C     | Joe Aribo                  |
| 9  | Inghilterra (bandiera) | A     | Adam Armstrong             |
| 10 | Scozia (bandiera)      | A     | Ché Adams                  |
| 11 | Scozia (bandiera)      | A     | Ross Stewart               |
| 13 | Inghilterra (bandiera) | P     | Joe Lumley                 |
| 14 | Inghilterra (bandiera) | D     | James Bree                 |
| 15 | Inghilterra (bandiera) | D     | Mason Holgate              |
| 16 | Irlanda (bandiera)     | C     | Will Smallbone             |
| 17 | Scozia (bandiera)      | C     | Stuart Armstrong           |
| 18 | Francia (bandiera)     | A     | Sékou Mara                 |

| N. |                        | Ruolo | Calciatore         |
| -- | ---------------------- | ----- | ------------------ |
| 20 | Ghana (bandiera)       | C     | Kamaldeen Sulemana |
| 22 | Argentina (bandiera)   | C     | Carlos Alcaraz     |
| 23 | Inghilterra (bandiera) | C     | Samuel Edozie      |
| 24 | Inghilterra (bandiera) | C     | Shea Charles       |
| 26 | Scozia (bandiera)      | C     | Ryan Fraser        |
| 27 | Inghilterra (bandiera) | C     | Samuel Amo-Ameyaw  |
| 28 | Spagna (bandiera)      | D     | Juan Larios        |
| 29 | Inghilterra (bandiera) | D     | Jayden Meghoma     |
| 30 | Inghilterra (bandiera) | P     | Jack Bycroft       |
| 31 | Irlanda (bandiera)     | P     | Gavin Bazunu       |
| 32 | Inghilterra (bandiera) | C     | Kamari Doyle       |
| 34 | Inghilterra (bandiera) | A     | Dom Ballard        |
| 35 | Polonia (bandiera)     | D     | Jan Bednarek       |
|    | Inghilterra (bandiera) | C     | Adam Lallana       |

### Staff tecnico
- Russell Martin - Allenatore
- Carl Martin - Vice allenatore
- Matt Gill - Vice allenatore
- Colin Calderwood - Vice allenatore
- Dean Thornton - Preparatore dei portieri
- Matthew Banks - Preparatore atletico